# پتاسیم بی‌سولفیت

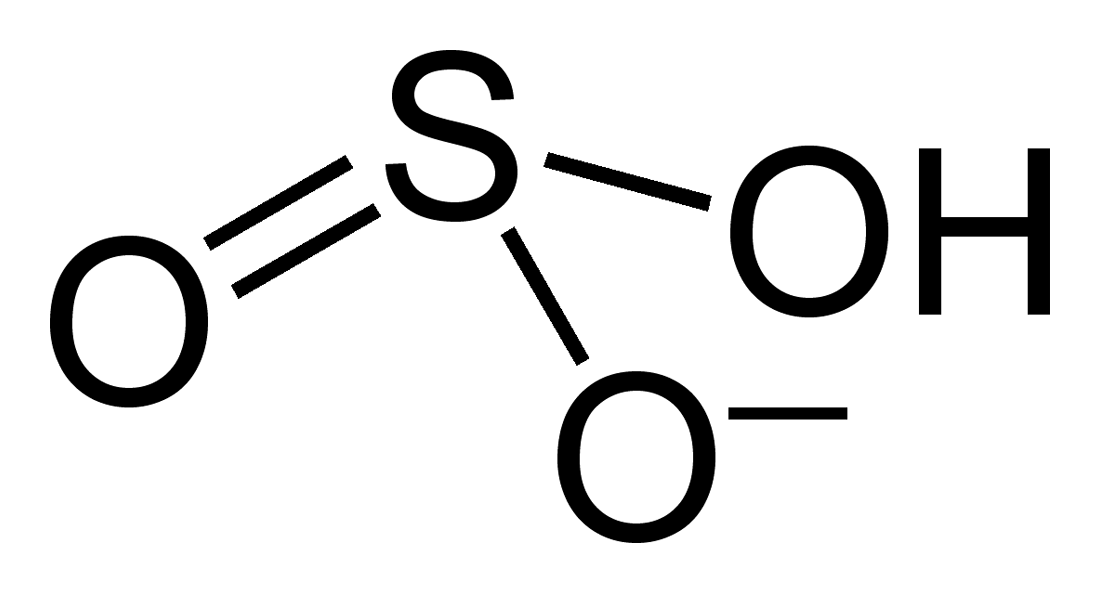
نمایی از ساختار شیمیایی پتاسیم بی‌سولفیت

پتاسیم بی‌سولفیت (به انگلیسی: Potassium bisulfite) با فرمول شیمیایی KHSO۳ یک ترکیب شیمیایی است. که جرم مولی آن ۱۲۰٫۱۵۶۱ g/mol می‌باشد. شکل ظاهری این ترکیب، پودر بلورین سفید است.